# ヤマハ・YZF-R25
YZF-R25（ワイゼットエフ アール・ツー・ファイブ）は、ヤマハ発動機がインドネシアの現地法人であるPT. Yamaha Indonesia Motor Manufacturing（YIMM）で製造販売している250ccのオートバイである。

## 概要
2008年にカワサキからニンジャ250Rが発売されたことにより、再び活性化した日本の250cc市場はそれ以降、日本のオートバイメーカーは新型オンロードバイクを投入することになり、ホンダはCBR250R、スズキはGSR250を発売する。
それらを受けてヤマハもYZF-R25を開発し、2013年の東京モーターショーにて発表後、2014年7月からインドネシアで製造し東南アジア向けに販売されることになり、同年10月には排気量をアップさせたYZF-R3も発表する。そしてこれらの車種は日本向けにも販売されることになった。
また2015年にはエンジンを転用したネイキッドバイク（ストリートファイター）のMT-25/03が発売された。

## モデル一覧

### RG10J (2014年-2017年)
1WD/2WD型（2014年-2017年）
YZF-R25の日本仕様は2014年12月15日に発売された。兄貴分にあたるYZF-R1、YZF-R6譲りのスポーティなスタイリングながらハンドルはアップライトなハンドル位置、シート位置は低められるなど、毎日肩肘張らずに運転できるオートバイとなっている。
エンジンは並列2気筒直押し式DOHCエンジンを搭載し、オフセットシリンダーを採用。
日本向けのABS仕様はYZF-R25 ABSとして2015年4月20日より発売されている。
「YZF-R3」とデザインが共通となり、外観でパッと見分けられる点としては、ヒールガードの穴開け加工の有無になる。（R25は穴あり、R3は穴なし）これはR25では250ccエンジンならではの細かいバイブレーションが発生しており、穴開け加工によって解消しているため。
フロントのヘッドライトはハロゲンバルブとなっており、ロービーム時は片方のライトが点灯し（車体を前から見て右側のライト）、ハイビーム時にもう片方（車体を前から見て左側）が点灯。テールライトにはLEDが採用されていた。
メーターについてはアナログタコメーター＋多機能液晶というレイアウトになっており、レッドラインは13,000回転と、YZF-R3設定されている。

当時ライバルとなるニンジャ250は31PS、CBR250Rは29PS、GSX250Rは24PSだったのに対し、YZF-R25の最高出力は36PSだったことから、2017年にCBR250RR(38PS)が発売するまで250ccクラスでは最も出力が高いモデルだった。

### RG43J (2018年-2021年)
B0E/BS8型（2018年）
2018年モデルは外観こそ先代のRG10Jと同じだが、認定型式が「RG43J」に変更されたモデルとなった。これは平成28年排出ガス規制に適合するためのもので、燃焼機関のアップデートにより燃費性能は大きく向上しており、車両重量もわずかに増えていた。
B3P/B6P型（2019-2021年）
2019年モデルはフロント周りのデザイン、足回り、ハンドル周りに大幅なアップデートが行われたモデルとなり、通称型式も「B6P」に変更されている。
デザインではカウルを一新。YZR-M1やYZF-R1に通じるイメージを取り入れたクロスレイヤード構造の新型カウルに変更。ラムエア機能こそ備えていないが、M字型ダクトを通じ走行風がラジエーターに送り込まれ、冷却性向上に寄与。タンクについても形状を変更しており、サーキットの直線で前傾姿勢を取りやすくするためタンクトップ位置を20mm下げ（従来比）、旋回時のニーグリップ性を向上するためタンクの左右最大幅も31.4mm広がっており、タンク全体を覆っているプラスチック製のカバーもR1/R6をイメージさせる側面にスリットの入ったものに変更されている。またメーターは、従来のアナログタコメーター＋多機能液晶という構成から、R1よりも機能は少なくモノクロではあるが新開発の視認性の高いフル液晶ディスプレイに変更。
ヘッドライトについてもLED化されており、ロービーム＆ハイビームともに両眼点灯式に変更。本来であればRシリーズに日常を近づけるという意味ではR1/R6にイメージを寄せた上で小型化を狙うところだが、デリバリーされるのが先進国ばかりではなく、暗い夜間の道路環境に対応する必要があることから配光を考慮した上で高い視認性を確保できるサイズのユニットが装備されており、12,500回転からのレッドゾーン表示となる。
サスペンションではφ41mm正立式→φ37mm倒立式のフロントフォークに変更し、CBR250RRと同じスペックとなり、倒立式に変更した事により向上した剛性を大胆な肉抜きが施されたアルミ製アッパーブラケットにより逃げを作りハンドリングのバランスが調整がされている。ハンドル自体もトップブリッジ下に低くマウントされるようになったことで、グリップ位置が22mm低くなった。

### RG74J (2022年-)
デザイン面では前後のウィンカーがLED化されたのが変更点。
重量が1kg軽くなったほか、エンジンも平成32年排ガス規制に対応版のG403Eが搭載されており、トルクが向上。

クイックシフター（アップのみ）もこのモデルからオプションで用意された。